# Chimaera
Chimaera – rodzaj ryb zrosłogłowych z rodziny chimerowatych (Chimaeridae).

## Rozmieszczenie geograficzne
Do rodzaju należą gatunki występujące w wodach oceanów – Atlantyckiego, Indyjskiego i Spokojnego.

## Morfologia
Długość ciała do 150 cm; masa ciała (największa opublikowana) 4,8 kg.

## Systematyka
Rodzaj zdefiniował w 1758 roku szwedzki przyrodnik Karol Linneusz w dziesiątym wydaniu Systema Naturae, publikacji własnego autorstwa poświęconej systematyce zwierząt. Gatunkiem typowym jest (Linneuszowska tautonimia) chimera pospolita (Ch. monstrosa).

### Etymologia
- Chimaera (Chmaera, Chimaira): Chimera (gr. Χιμαιρα Chimaira, łac. Chimaera), w mitologii greckiej to potwór składający się z ciał różnych zwierząt[7].
- Psychichthys: gr. ψυχη psukhē ‘duch’; ιχθυς ikhthus ‘ryba’[4]. Gatunek typowy (oryginalne oznaczenie (również monotypowe)): Hydrolagus waitei Fowler, 1907 (= Chimaera ogilbyi Waite, 1898).

### Podział systematyczny
Do rodzaju należą następujące gatunki:

- Chimaera argiloba Last, White & Pogonoski, 2008
- Chimaera bahamaensis Kemper, Ebert, Didier & Compagno, 2010
- Chimaera buccanigella Clerkin, Ebert & Kemper, 2017
- Chimaera carophila Kemper, Ebert, Naylor & Didier, 2014
- Chimaera compacta Iglésias, Kemper & Naylor, 2021
- Chimaera cubana Howell Rivero, 1936
- Chimaera didierae Clerkin, Ebert & Kemper, 2017
- Chimaera fulva Didier, Last & White, 2008
- Chimaera jordani Tanaka, 1905
- Chimaera lignaria Didier, 2002
- Chimaera macrospina Didier, Last & White, 2008
- Chimaera monstrosa Linnaeus, 1758 – chimera pospolita[8]
- Chimaera notafricana Kemper, Ebert, Compagno & Didier, 2010
- Chimaera obscura Didier, Last & White, 2008
- Chimaera ogilbyi Waite, 1898
- Chimaera opalescens Luchetti, Iglésias & Sellos, 2011
- Chimaera orientalis Angulo, López, Bussing & Murase, 2014
- Chimaera owstoni Tanaka, 1905
- Chimaera panthera Didier, 1998
- Chimaera phantasma Jordan & Snyder, 1900
- Chimaera supapae Ebert, Krajangdara, Fahmi & Kemper, 2024
- Chimaera willwatchi Clerkin, Ebert & Kemper, 2017